# Statul Marea Roșie
Statul (vilaietul) Marea Roșie este una dintre cele 17 unități administrativ-teritoriale de gradul I ale Sudanului. Reședința sa este orașul Port Sudan.